# Kōta Murayama
Kōta Murayama (jap. 村山 紘太, Murayama Kōta, * 23. Februar 1993) ist ein japanischer Langstreckenläufer.

## Erfolge
Murayama nahm an den Leichtathletik-Weltmeisterschaften 2015 in Peking, China, über 5000 Meter teil, wo er im Vorlauf als 17. ausschied. Bei den Olympischen Spielen 2016 in Rio de Janeiro kam er über 5000 m nicht über den 21. Platz seines Vorlaufs hinaus, das Rennen über 10.000 m schloss er auf Rang 30 ab. Murayama im Oktober 2019 war Pacemaker bei der Ineos 1:59 Challenge, bei der Eliud Kipchoge erstmals einen Marathonlauf unter zwei Stunden absolvierte.
Sein Zwillingsbruder Kenta Murayama ist ebenfalls Langstreckenläufer.